# 18 Aquilae
Désignations
18 Aquilae (en abrégé 18 Aql), également désignée Y Aquilae, est une étoile binaire à éclipses de la constellation de l'Aigle, située à ∼ 510 a.l. (∼ 156 pc) de la Terre.